# Comtat de Grignols
El comtat de Grignols fou una jurisdicció feudal de l'antic règim de França, formada per la senyoria de Grignols i altres feus.
Les terres dels Grignols es van dividir el 1616 a la mort de Daniel Grignols i altres feus van passar a Andreu; Grignol havia estat elevat el 1613 a comtat per patent reial. A Andreu el va succeir el seu fill Adrià i després el fill d'aquest Gabriel (+1737) casat amb Margarita, senyora de Mauriac, i pare de Daniel i Joan Jordi. Daniel portà els títols de marquès de Tayllerand, comte de Grignols i comte de Mauriac (1737-1745) i el va succeir el seu fill Gabriel Maria, que va heretar la major part dels títols paterns i a més el de comte de Perigord (després ducat); es va casar amb Maria Francesca, princesa de Chalais i marquesa d'Euxidel que reunia els dominis de les altres dues branques dels Grignols (a més d'alguns adquirits després de la formació de les branques el 1613).
Gabriel Maria va morir el 1795 i el successor fou el fill gran Elies Carles, quan ja els drets feudals havien estat abolits, i fou comte de Grignols i Mauriac, marquès d'Euxidel i príncep de Chalais entre altres títols, i duc i par de Périgord el 1818. Va morir el 1829 i la seva branca va existir fins al 1883. La branca segona, iniciada per Adalbert Carles (germà d'Elies Carles) que va portar el títol de comte de Périgord (més tard ducat) i origen dels ducs de Talleyrand, ducs de Dino, ducs de Valençay, ducs de Montmorency, prínceps i ducs de Sagan, va quedar extinta en línia masculina el 1968; i finalment la tercera branca (la més jove) de barons de Talleyrand, iniciada per Carles Daniel de Talleyrand-Périgord, segon fill de Daniel (1737-1745) que va ser comte de Talleyrand va morir el 4 de novembre de 1788, i va seguir el seu fill Carles Maurici de Talleyrand-Périgord, comte i des de 1814 príncep de Tayllerand, conegut simplement com a Talleyrand, el notable polític francès, mort el 1838, amb el que es va extingir la branca.